# Special Album
《Special Album》은 대한민국의 여성 5인조 음악 그룹 베이비복스의 스페셜 앨범이다.

## 앨범 소개
1997년 1집 머리하는 날, 2집 야야야, 3집 Get up, Killer, 4집 Why, 배신, 5집 Game Over, 인형과 스페셜 앨범의 타이틀 곡 김창환 작사, 작곡의 "우연 (우울한 우연)"까지. 5년 동안의 활동을 정리해 보는 앨범이다. 각 상의 수상식 장면과 뮤직비디오, CF 촬영 현장과 대한해협 횡단 모습 현장등, BABY V.O.X 만의 모든 노래와 History가 영상과 음악으로 수록된다. BABY V.O.X의 모든 것을 다 보여줄 수 있는 스페셜 앨범이다.
애초 기획으로는 VCD 2장과 히트곡을 리믹스한 CD, 미발표곡 CD, 발라드와 댄스가 합쳐진 CD로 구성되어 총 다섯장의 디스크로 이루어졌었지만 CD 가격 등의 문제로 인해 VCD 1장과 CD 3장의 수량으로 결정되어 발매되었다.
미발표곡 CD에는 중국과 일본 등지에서 발표한 미공개곡과 함께 부산 아시안 게임 주제가였던 'We Are', 김형석이 작곡한 '마지막 바램(가제)'등이 수록될 예정이었다고 한다. ('마지막 바램'은 가수 <야즈>에게로 돌아갔다.)

## 활동
타이틀 곡 '우연'은 1990년대 중반, 그룹 콜라(KOLA)가 발표했던 노래 〈우울한 우연〉을 하우스 버전으로 베이비복스만의 느낌을 담아서 리메이크 한 곡이다. '우연'이 발표되고 1주일만에 가요 차트 3위에 올려놓았고 6월에는 각종 음악 방송에서 1위를 석권하며 많은 인기를 누렸다.
5월 초부터는 '우연'을 라틴 버전으로 리믹스해서 활동했는데, 이 음원은 2007년 태국에서 발매된 베스트 음반에 수록되었다.

## 수록곡
| 디스크 | 트랙 리스트 |
| ------ | --- |
| CD 1   | - 신곡 + 히트곡 리믹스 - 1. 우연 (우울한 우연) / 작곡,작사:김창환 - 2. Go / 작곡,작사 : 김유라 - 3. intro - 4. 배신 - 5. Game Over - 6. 야야야 - 7. Get Up - 8. Killer - 9. Why - 10. Change - 11. 머리 하는 날 - 12. 인형 - 13. Love And Ecstasy - 14. 비밀                       |
| CD 2   | - 댄스 - 1. intro - 2. Cut - 3. 회상 - 4. 사랑해요 - 5. Mask - 6. Bad Boy - 7. Come To Me - 8. Lucky 7 - 9. Puzzle - 10. 올가미 - 11. Summer Story - 12. 패자부활전 - 13. Love And Ecstasy - 14. 꽃무늬 비키니 - 15. Sugar Baby                                                    |
| CD 3   | - 발라드 - 1. Missing You - 2. 허락 - 3. Waiting - 4. Before Sunrise - 5. 하늘과 함께한 사랑 - 6. Lux (빛) - 7. 슬픈 별에서 - 8. 내 사랑이기를 - 9. 부디 - 10. to. Angel - 11. The One - 12. 마지막 선물                                                                           |
| CD 4   | - VCD - 1. 우연 (M/V) - 2. 김이지 셀프카메라 - 카레이싱 도전기 - 3. 이희진 셀프카메라 - 나만의 요리비법 공개 - 4. 심은진 셀프카메라 - Let's Go Squash - 5. 간미연 셀프카메라 - 야채파 파티 - 6. 윤은혜 셀프카메라 - 놀이동산으로의 초대 - 7. 베이비복스 셀프카메라 - 진수성찬 토크 |

## STAFF
이 목록은 해당 앨범의 부클릿에서 발췌하였다.